# Cansei de Ser Sexy
Cansei de Ser Sexy [kɐ̃'seɪ dʒɪ ser 'sɛksɪ] (of CSS, vertaling: "Ik ben het beu om sexy te zijn") is een electro-rockband uit São Paulo, Brazilië. De band kreeg bekendheid via het internet. Via het platenlabel Sub Pop brachten zij in 2005 hun debuutalbum Cansei de Ser Sexy uit. In 2008 verscheen het vervolg Donkey. De nummers van CSS bestaan uit een mengeling van Engelse en Portugese teksten.

## Biografie
De leden van CSS besloten in 2003 een band te vormen zodat ze een reden hadden om samen te zijn. Adriano Cintra is de enige van de groep met enige muzikale ervaring. Cintra speelde op dat moment gitaar voor 7 verschillende bands. Hij begint in CSS echter als drummer. Na een paar optredens worden ze opgepikt door een plaatselijke krant. De band zet nummers en foto's op de Braziliaanse site Trama Virtual (vergelijkbaar met MySpace) en hun muziek wordt massaal gedownload. Ze krijgen een optreden op het grootste festival van Brazilië en het nummer Meeting Paris Hilton wordt uitgekozen als herkenningsnummer van The Simple Life.
In 2004 brengt CSS 2 ep's uit: Em Rotterdam Já É uma Febre (vertaling: Koorts in Rotterdam) en A Onda Mortal / Uma Tarde com PJ. Een jaar later krijgt het een platencontract bij Trama Virtual. Daar brengen ze hun eerste album Cansei de Ser Sexy uit. Dit album wordt in Brazilië 5.000 maal verkocht. Om het album internationaal uit te brengen, stapt CSS over naar Sub Pop. Deze uitgave volgt in 2006 met "Let's Make Love and Listen Death From Above" als eerste single. De band toert door de Verenigde Staten, Frankrijk en Nederland. Ook zijn ze in het Verenigd Koninkrijk voor enkele festivals. De singles "Alala" en "Off the Hook" waren in Brazilië al singles. Na de internationale uitgave besloot de band dat deze 2 singles ook internationaal zouden worden uitgebracht. Later werd alsook de titel "Music is My Hot, Hot Sex" gekozen als muziek voor de Apple Commercials van de iPod touch.

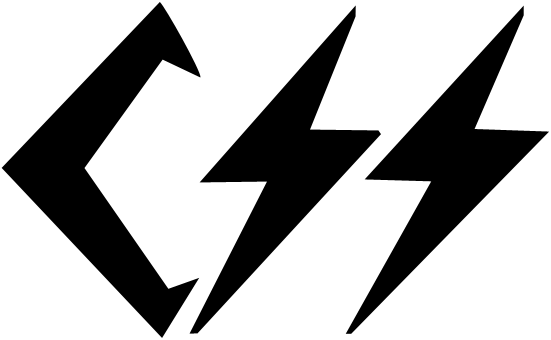
Het logo van Cansei de Ser Sexy

In 2008 begon de band met het tweede album. Op 11 april werd bekend dat bassiste Iracema Trevisan de band had verlaten. Ze wilde haar prioriteiten op andere zaken leggen, zoals het ontwerpen van kleding. Adriano Cintra werd hierop vervangend bassist. Op 21 juli kwam het album Donkey uit. Daarvan verschenen twee singles: "Left Behind" en "Move".

### Naam
Cansei de Ser Sexy is Portugees voor Ik ben het beu om sexy te zijn. Deze uitspraak komt van Beyoncé. Zangeres Lovefoxxx vond dit zo'n belachelijke uitspraak dat ze dit als bandnaam koos.

## Bandleden
- Lovefoxxx - zang

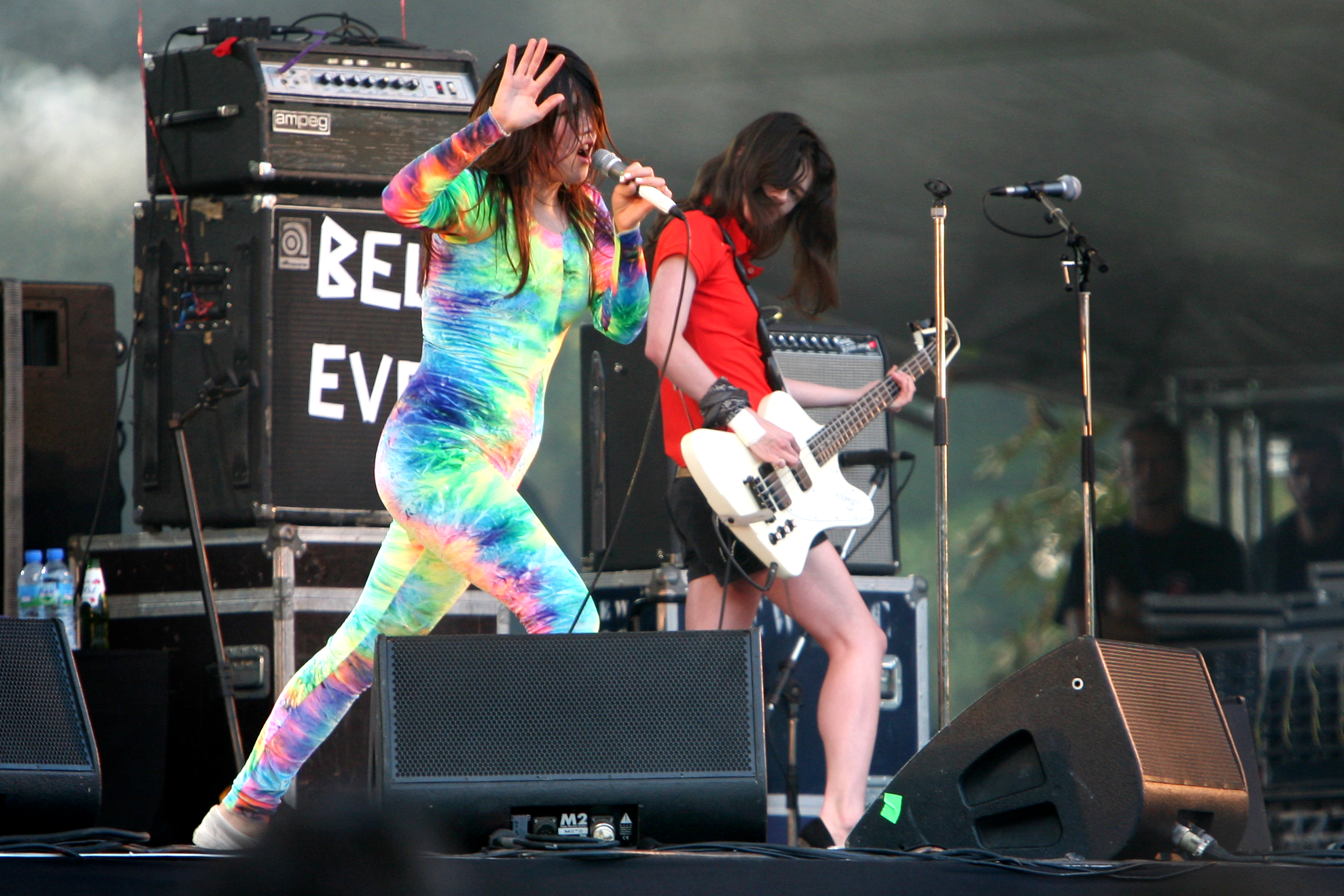
Lovefoxxx op het Rock en Seine-festival in 2007

- Adriano Cintra - drums, gitaar, basgitaar, zang, en productie
- Luiza Sá - gitaar, drums en keyboard
- Ana Rezende - gitaar, keyboard en harmonica
- Carolina Parra - gitaar
- Jon Harper - drums

### Voormalige leden
- Iracema Trevisan - basgitaar
- Maria Helena Zerba - keyboard
- Clara Ribeiro - zang

## Discografie

### Albums

#### Studioalbums
- 2005: Cansei de Ser Sexy
- 2008: Donkey
- 2011: La Liberación

#### Ep's
- 2003: Em Rotterdam Já É uma Febre
- 2004: A Onda Mortal / Uma Tarde com PJ
- 2005: CSS SUXXX

### Singles
- 2003: "Ódio Ódio Ódio, Sorry C"
- 2005: "Off the Hook"
- 2005: "Alala"
- 2006: "Let's Make Love and Listen Death From Above"
- 2006: "Alala" (internationaal)
- 2007: "Off the Hook" (internationaal)
- 2007: "Alcohol"
- 2007: "Music Is My Hot Hot Sex"
- 2008: "Left Behind"
- 2008: "Move"